# جيفري إغلستون
جيفري إغلستون (بالإنجليزية: Jeffrey Eggleston)‏ هو عداء مراثوني أمريكي، ولد في 1 أكتوبر 1984 في روتشستر في الولايات المتحدة.

## وصلات خارجية
- جيفري إغلستون على موقع الاتحاد الدولي لألعاب القوى (الإنجليزية)